# Jatikalang (Prambon)
Jatikalang is een bestuurslaag in het regentschap Sidoarjo van de provincie Oost-Java, Indonesië. Jatikalang telt 3509 inwoners (volkstelling 2010).